# Cristina López Barrio
Cristina López Barrio   (Madrid, 12 de maig de 1970) és una escriptora i advocada espanyola.

## Biografia
Va estudiar Dret a la Universitat Complutense de Madrid especialitzant-se en propietat intel·lectual a la Universitat Pontifícia Comillas el 2006 i 2007. El 2000 va seguir un curs d'escriptura creativa de Clara Obligado.

## Obra
- El hombre que se mareaba con la rotación de la Tierra (Everest, 2009)[3]
- La casa de los amores imposibles (Plaza & Janés, 2010)[4]
- El reloj del mundo (Flash, 2012)[5]
- El cielo en un infierno cabe (Plaza & Janés, 2013)
- Tierra de brumas (Plaza & Janés, 2015)[6]
- Niebla en Tánger (Planeta, 2017), finalista del premi Planeta 2017.[7]
- Rómpete corazón (Planeta, 2019)[8]

## Premis i reconeixements
- Premi Villa Pozuelo d'Alarcón, 2009.[9]
- Premi a l'escriptora revelació, 2010.[10]
- Finalista del premi Planeta, 2017 per Niebla en Tánger.[11]
- Premi Azorín de novel·la, 2024 per La tierra bajo tus pies.[12]